# 博赫纳–小平–中野恒等式
在数学中，博赫纳–小平–中野恒等式是埃尔米特流形上Weitzenböck恒等式的类比，它给出埃尔米特流形上向量丛的反全纯拉普拉斯算子的表达式，根据其复共轭，丛的曲率和流形度规的挠率。它以所罗门·博赫纳，小平邦彦和中野茂男的名字命名。